# Ana de Áustria (1432–1462)
Ana de Áustria ou Ana de Habsburgo (em alemão:  Anna; Viena ou Praga, 12 de abril de 1432 — Eckartsberga, 14 de novembro de 1462) foi uma arquiduquesa da Áustria por nascimento, suo jure duquesa titular de Luxemburgo, além de condessa consorte da Turíngia, marquesa de Meissen e duquesa da Saxônia pelo seu casamento com Guilherme III da Turíngia.

## Família
Ana foi a primeira filha e segunda criança nascida do rei Alberto II da Germânia e de Isabel de Luxemburgo. Os seus avós paternos eram o duque Alberto IV da Áustria e Joana Sofia da Baviera. Os seus avós maternos eram o imperador Sigismundo do Sacro Império Romano-Germânico e sua segunda esposa, Bárbara de Celje.
Ela teve três irmãos, que eram: o arquiduque Jorge, morto ainda criança; Isabel, rainha da Polônia como esposa de Casimiro IV Jagelão da Polônia, e o rei Ladislau V da Hungria.

## Biografia
No dia 20 de junho de 1446, aos 14 anos, a arquiduquesa casou-se com o futuro conde Guilherme, de 21 anos de idade, na cidade de Jena, no estado atual alemão da Turíngia. Ele era filho de Frederico I, Eleitor da Saxônia e de Catarina de Brunsvique-Luneburgo.
Ela e o marido reivindicaram o ducado de Luxemburgo, após a morte de seu irmão, Ladislau, que não teve filhos. Porém, a reivindicação foi contestada pelo duque Filipe III de Borgonha, que antes havia tomado o estado da duquesa Isabel do Luxemburgo.
Ela também foi uma pretendente ao trono da Boêmia, país governado pelo seu pai e irmão.
Ana e Guilherme tiveram duas filhas. Ele a repudiou depois de um casamento infeliz, e casou-se com Katharina von Brandenstein.
A duquesa faleceu no dia 14 de novembro de 1462, e foi enterrada em Reinhardsbrunn.

## Descendência
- Margarida da Turíngia (1449 – 13 de julho de 1501), foi esposa do eleitor João Cícero de Brandemburgo, com quem teve sete filhos;
- Catarina da Turíngia (1453 – 17 de janeiro de 1534), foi esposa do duque Henrique II de Munsterberg, com quem teve uma filha.